# Лукасинський Валеріан
Лукасинський Валеріан (пол. Walerian Łukasiński) (14 квітня 1786 — 27 лютого 1868) —  польський масон, офіцер  російської служби, засновник  Польського патріотичного товариства. Політичний в'язень.

## Військова служба
З  дворян. Його батько, небагатий  польський  поміщик, дав йому гарне виховання і освіту. У квітні 1807 року розпочав військову службу, він вступив до лав піших стрільців польського полку, набраного в 
Плоцьку, і брав участь у літньому поході проти пруссаків і росіян. При реорганізації військ  Варшавського герцогства він перейшов до шостого  піхотного полку і потім виконував обов'язки ад'ютанта при інспекторі адміністративного відомства по військовому міністерству, князі Яблоновському. У 1809 році Лукасинський в чині поручика брав участь в австрійській кампанії.  Під час служби у змішаному галицько-французькому піхотному полку отримав звання капітана. У 1813 році він вступив на військову службу до російської армії і взяв участь у Війна шостої коаліції  закордонному поході. При взятті Дрездена Лукасинський потрапив до австрійського полону, звідки був звільнений 8-го липня 1814 року, завдяки особистому втручанню імператора  Олександра І. Повернувшись до  Варшави, Лукасинський вступив в реорганізовану  Великим князем  Костянтином Павловичем армію  Царства Польського, в чині капітана четвертого лінійного полку. Майор з 20 березня 1817 року.

## Політичний в'язень

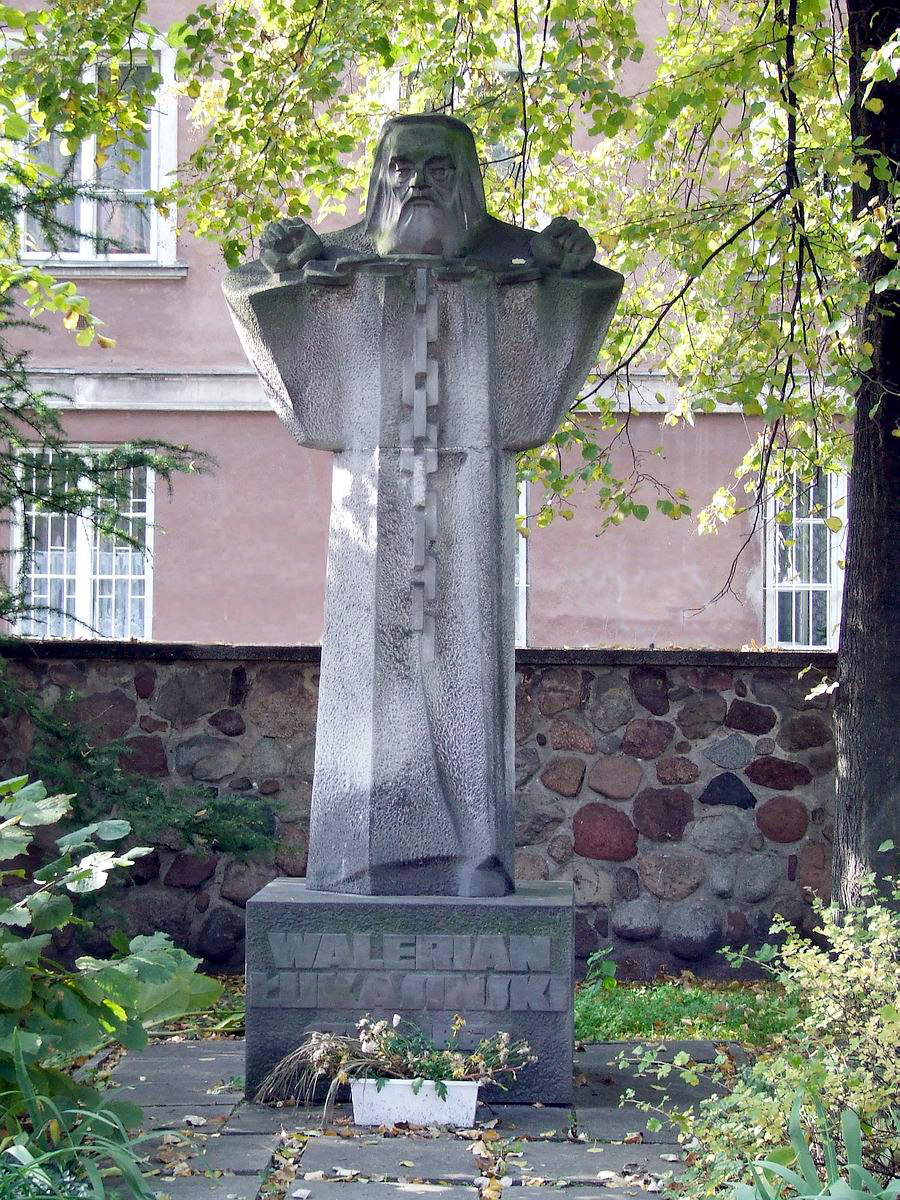
Пам'ятник В. Лукасинському у Варшаві.

У 1819 році заснував товариство польських масонів. Лукасинський переслідував мету зміцнення національного духу у всій країні і особливо у війську. У 1820 році національне масонство було формально розпущено. У 1821 році Лукасинський заснував  таємну організацію — Польське патріотичне товариство. Товариство було створене за зразком  карбонарських організацій, в яких застосовувалася ланцюгова система з підрозділом на провінції, округи. Фактичним керівником товариства був Лукасинський, який посів місце начальника військової провінції, що обіймала всю польську армію і частково  Литовський корпус. Великий князь Костянтин Павлович вже влітку 1821 року одержав відомості про існування  патріотичного товариства. Лукасинський був заарештований. 14 червня 1824 року він був засуджений до 9-річного тюремного ув'язнення, яке  Олександр І зменшив до 7 років. Був ув'язнений у фортеці  Замостя. У фортеці, за участю Лукасинського, була організована змова, спрямована до захоплення фортеці і втечі до  Галичини. План цей не вдався, і Лукасинський разом зі своїм однодумцем Сумінським були засуджені до смертної кари, яку  Великий князь замінив подвоєнням терміну ув'язнення. У жовтня 1825 року Лукасиньский дав свідчення про Польське патріотичне товариство. Але ніхто з членів  Патріотичного товариства заарештований не був. До свідчень повернулися після повстання  декабристів. З  Замостя його перевели до  Варшави, потім до Бобруйська і в 1831 році, за розпорядженням  Миколи I, в Шліссельбург, де він провів усе життя. Умови утримання були дуже важкими. Побачення з родичами були заборонені. Тільки з 1862 року йому дозволено було перейти в світліше приміщення і прогулюватися всередині фортеці. Це дало можливість йому писати. Записки містять в собі уривчасті спогади і роздуми на політичні теми. 
Його утримували в строгій таємності. Перші відомості про Лукасинського були отримані від  Михайла  Бакуніна, що сидів в 1854 році в  Шліссельбургу і зустрів Лукасинського на прогулянці, яку дозволили йому через  хворобу.
Лукасинський помер 27  лютого 1868 року, провівши в ув'язненні 46 років.

## Публіцист
У 1818 році він надрукував книжку: "Зауваження одного офіцера з приводу визнаної потреби пристрої євреїв і в нашій країні" (оригінальна назва пол. «Uwagi pewnego oficera nad uznaną potrzebą urządzenia żydów w naszym kraju etc.»). Ця брошюра проповідувала любов до людей і розумний патріотизм. Це єдиний надрукований  публіцистичний твір Лукасинського, що з'явився в розпал  полеміки з  єврейського питання, напередодні  сейму 1818 року. Лукасинський висловлюється негативно про твори, що вийшли до нього, особливо про ідею щодо виселення  євреїв з  Царства Польського. Лукасинський вважає такий крок безрозсудним і згубним.